# Behind Bars
Behind Bars è il primo album in studio del gruppo punk statunitense 88 Fingers Louie, pubblicato nel 1995 da Hopeless Records.

## Tracce
1. Pent Up – 3:27
2. Explanation – 1:41
3. Outright Lies – 2:47
4. Had My Chance – 2:53
5. Smart Enough to Run – 3:05
6. Holding Back – 1:36
7. My Little World – 3:23
8. Blink – 2:49
9. I've Won – 1:35
10. Something I Don't Know – 2:10
11. Family Resemblance – 2:39
12. I Hate Myself – 9:47

## Crediti[2]
- Dennis Buckley - voce
- Dan Wleklinski - chitarra, voce d'accompagnamento
- Joe Principe - basso, voce d'accompagnamento
- Glenn Porter - batteria
- 88 Fingers Louie - produttore
- Mass Giorgini - produttore, ingegneria del suono
- John Golden - mastering
- Alex Wald - grafica di copertina